# Blanche Girouard
Pour les articles homonymes, voir Girouard.
Blanche Girouard (née Blanche de La Poer Beresford le 13 octobre 1898 à Londres et morte le 29 septembre 1940) est une journaliste et romancière irlandaise.

## Biographie

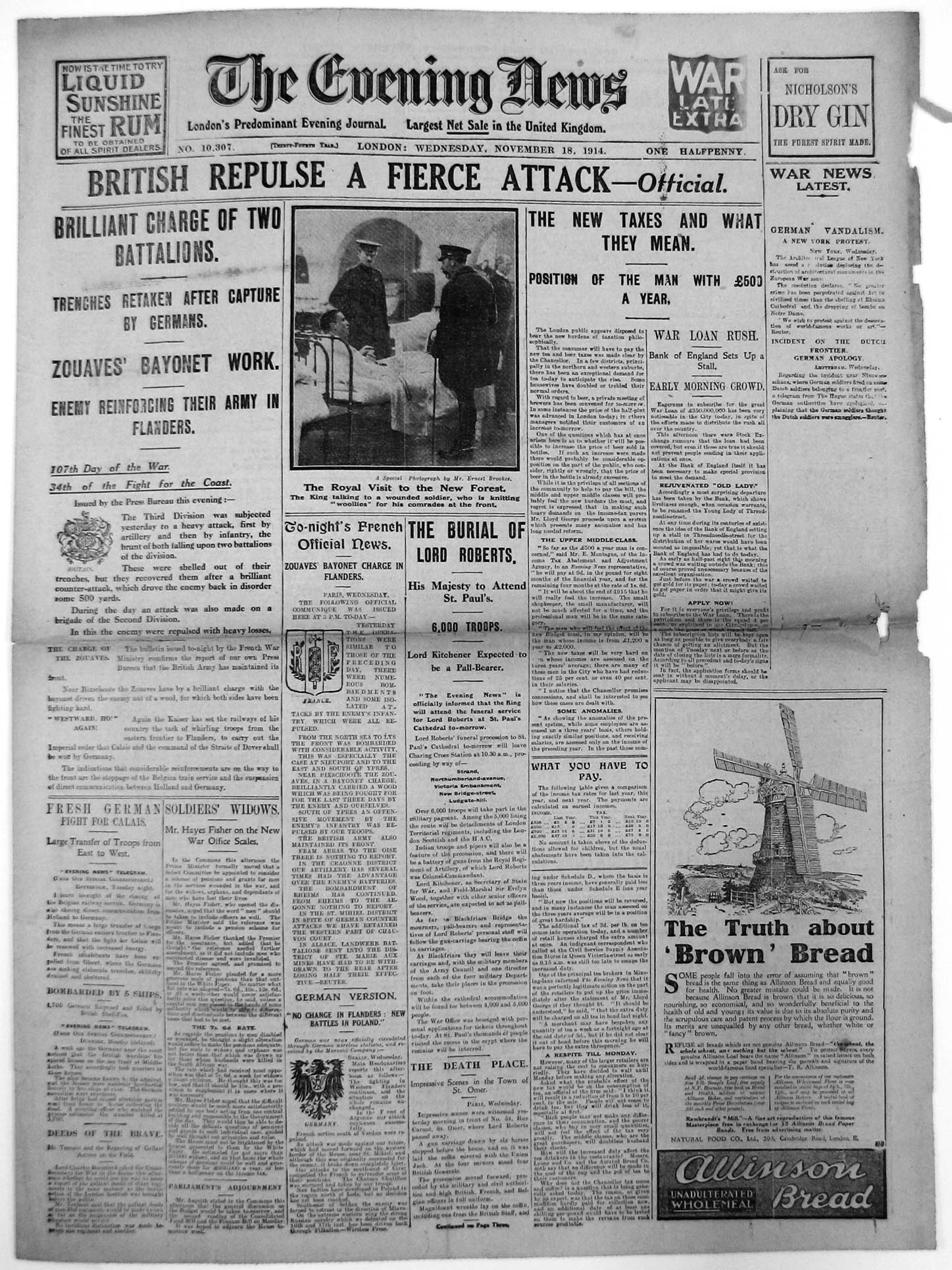
The Evenings News de Londres (novembre 1914).

Blanche Maud de La Poer Beresford naît le 13 octobre 1898 à Londres. Elle est l'aînée des six enfants de Henry Beresford (6e marquis de Waterford) (1875-1911), pair d'Irlande, et de son épouse, née Beatrix Petty-FitzMaurice (en) (1877-1953). Elle grandit au château de Curraghmore (en), Portlaw, dans le comté de Waterford, au sud-est de la république d'Irlande.
Elle épouse le 26 octobre 1927 le commandant Richard Désiré Girouard (1905-1989) à la cathédrale de Westminster. Girouard est un descendant du frère cadet de l'homme politique libéral  Saul Solomon (en), défenseur de l'égalité raciale et religieuse. Ils ont trois enfants : Mark, écrivain spécialisé dans l'architecture élisabéthaine, Theresa et Josepha.
Tout en collaborant à des journaux tels que The Evening News de Londres, elle écrit des romans et des nouvelles. L'un de ses recueils de nouvelles et un roman sont publiés de son vivant. Elle reçoit des critiques élogieuses.
Blanche Girouard meurt à 41 ans, des suites d’un accident de voiture, le 29 septembre 1940. Elle est enterrée au cimetière de Molesey, dans le Surrey.

## Galerie

Iconographie
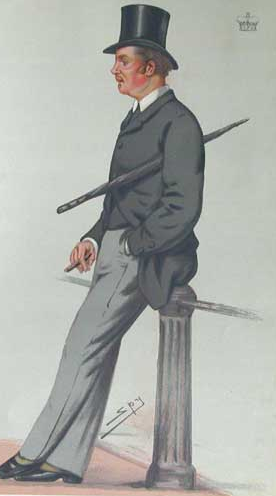
Le grand-père paternel de Blanche, 5e marquis de Waterford (1844-1895), caricature de Leslie Ward, Vanity Fair (1879).
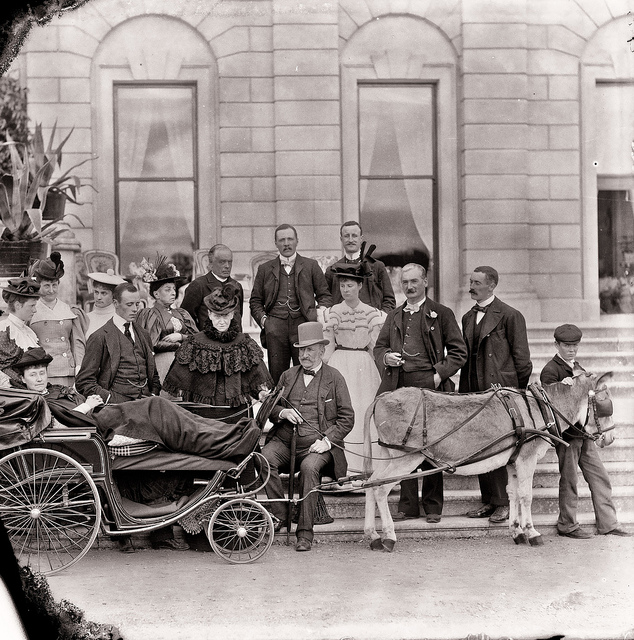
Le père de Blanche, 6e marquis de Waterford (1875-1911), derrière la voiture de sa mère. À côté de lui, ses grands-parents maternels, le 8e duc et la duchesse de Beaufort (1896).
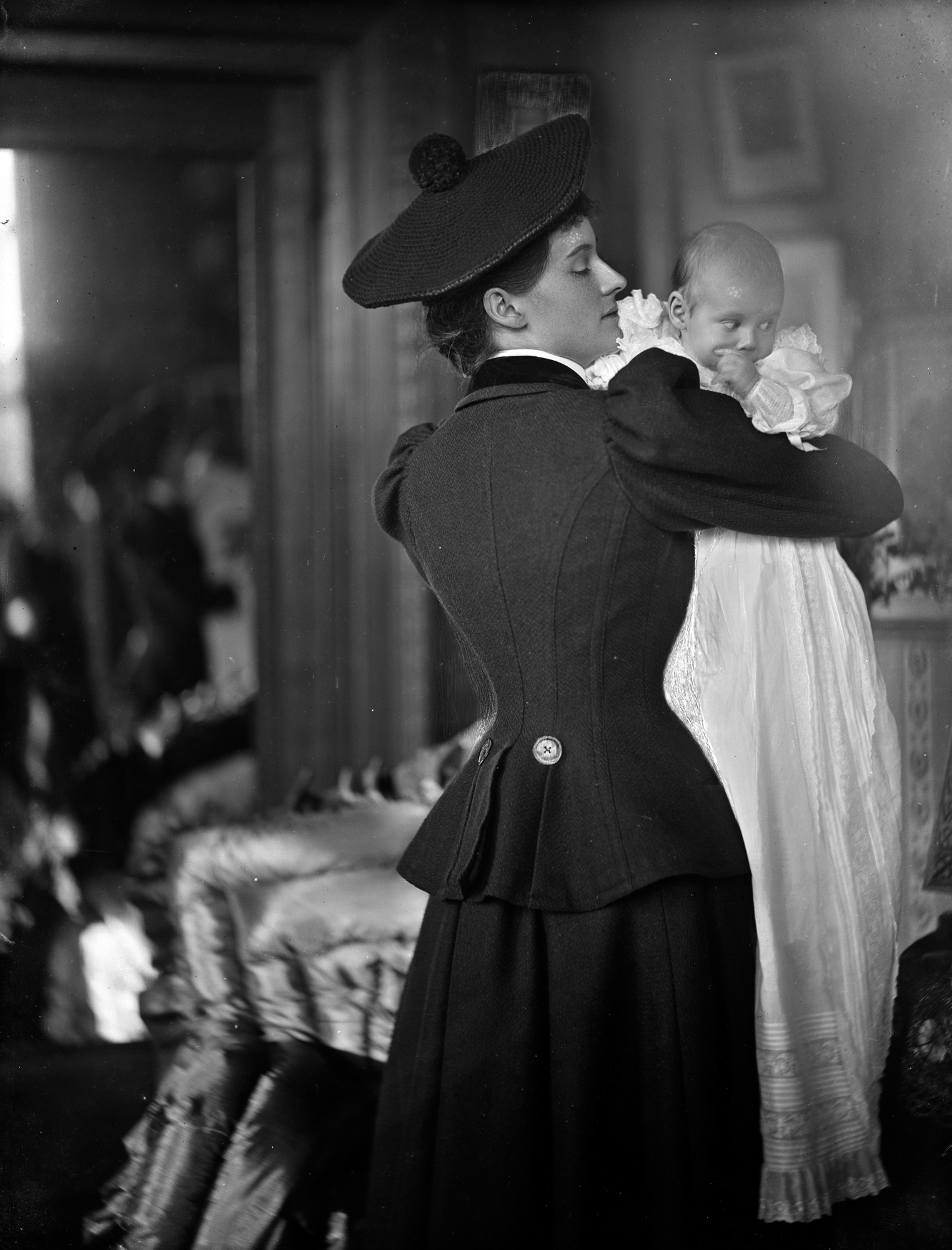
Beatrix, marquise de Beresford (en) (1877-1953), et sa fille Blanche (1898).
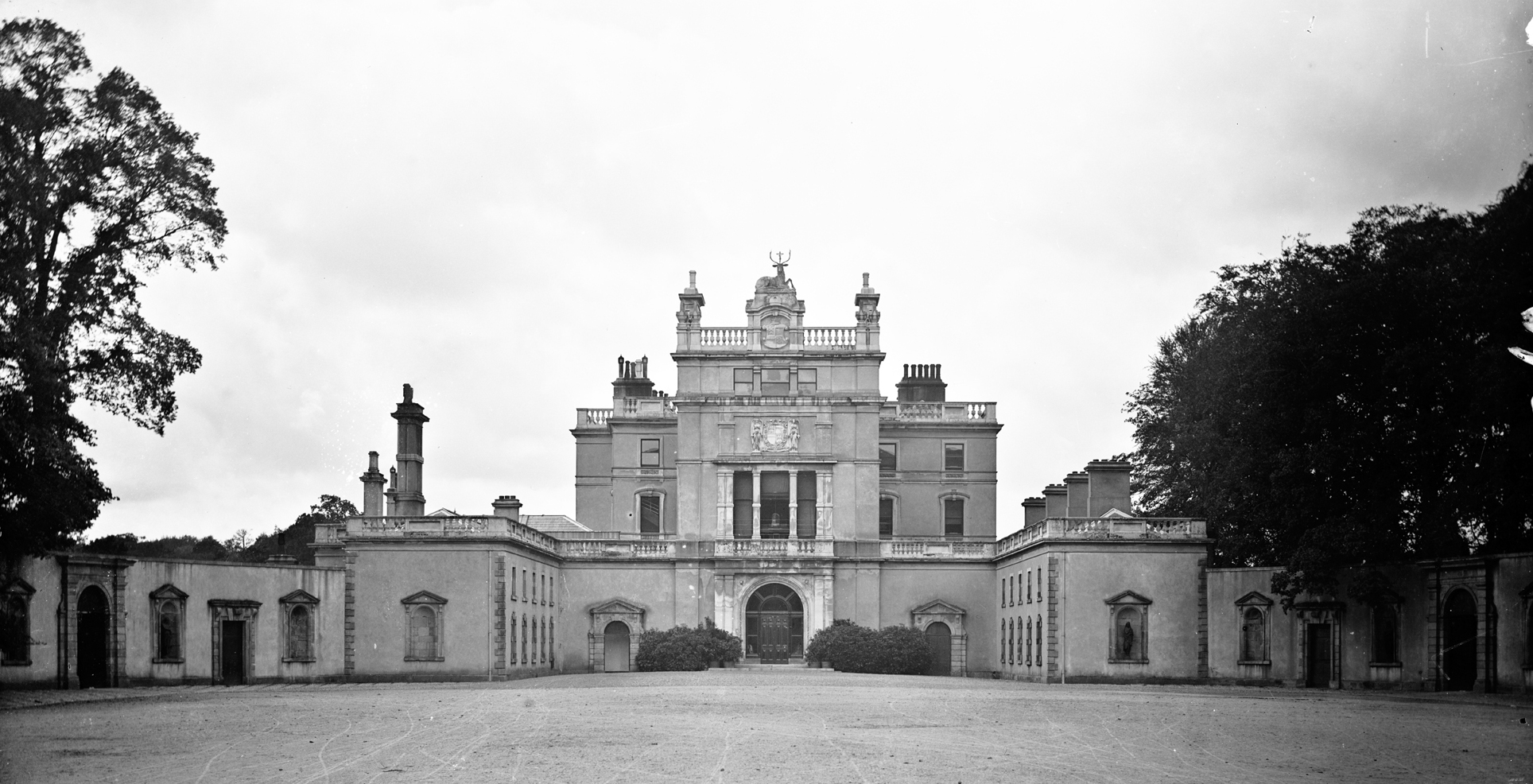
Le château de Curraghmore (en), Portlaw, comté de Waterford (années 1890-1900).
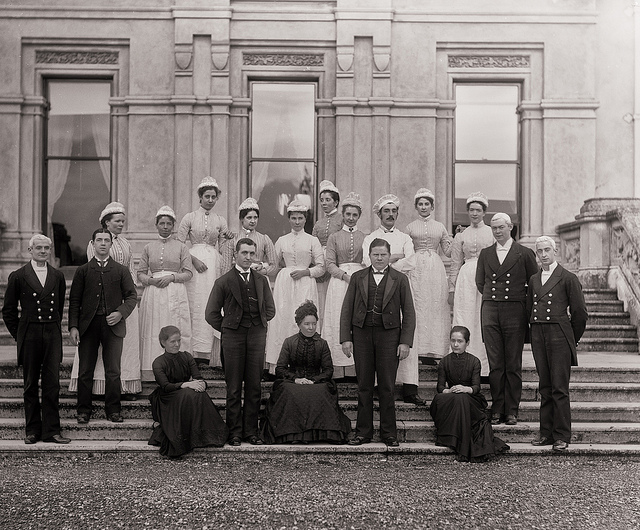
Le personnel de maison à Curraghmore (v. 1905).

## Publications
- The Story of Keth, 1928
- The World is for the Young, Macmillan, London, 1935